# Hawa Ndilowe
Đại sứ Hawa Olga Ndilowe (sinh năm 1950 ) là một công chức Malawian và là Tổng thư ký hiện tại của chính phủ ở Malawi. Cô là cựu đại sứ tại Hoa Kỳ tại  Malawi. Cô đã nhận được sự công nhận quốc tế cho vô địch giáo dục nữ.

## Sự nghiệp
Cô đã nhận bằng cử nhân khoa học xã hội với chuyên ngành kinh tế và toán học tại Đại học Malawi, Đại học Chancellor. Sau này, cô lấy bằng thạc sĩ về Hệ thống thông tin của Trường Kinh tế Luân Đôn. Cô sớm làm Chuyên viên phân tích hệ thống thông tin ở Malawi  và sau đó làm Thư ký thường trực trong dịch vụ công cộng. Cô đã là một công chức từ năm 1981. Cô là đại sứ tại Hoa Kỳ tại Malawi vào năm 2006 và được công nhận cho Argentina, Brazil, Canada, Colombia, Cuba và Mexico. Sau đó, cô bắt đầu làm Thư ký chính cho Chính phủ điện tử sau khi đăng bài tại Washington, DC 

## Cuộc sống cá nhân
Cha cô là một sĩ quan cảnh sát. Cô có một con trai và ba con gái.